# Notocampsis incliva
Notocampsis incliva är en stekelart som beskrevs av Henry Keith Townes, Jr. 1970. Notocampsis incliva ingår i släktet Notocampsis och familjen brokparasitsteklar. Inga underarter finns listade i Catalogue of Life.